# 다블라트 볼타예프
다블라트 루스타모비치 볼타예프(타지크어: Давлат Рустамович Болтаев, 1999년 1월 13일~)는 타지키스탄의 권투 선수이다. 2024년 하계 올림픽에서 남자 헤비급 동메달을 획득했다.